# 한림별곡
한림별곡(翰林別曲)은 현존하는 최초의 경기체가이다. 고려 고종 때 한림(翰林)의 여러 선비들의 합작으로 모두 8장으로 이루어진다. 고종 때는 정중부가 집권, 무신의 전횡(專橫)시대라 문신들은 정치의 일선에서 물러나 무신들의 문객(門客)으로서 무신들의 호화로운 연락(宴樂)에 참여, 현실에 영합하는 등 퇴폐적인 향락에 취하거나 산수간에 시주(詩酒)를 벗삼아 현실 도피적인 풍류를 일삼았다. <한림별곡>은 이러한 시대를 배경으로 귀족 양반 계급의 현실 도피에서 오는 은둔적이고 향락적인 풍류생활을 별곡체의 음률에 맞추어 노래한 기악(妓樂)의 가사이며, 귀족·한림 사이를 풍미한 한문체의 문학이다. 각 장은 시부(詩賦)·음악·누각(樓閣)·서적(書籍)·명필(名筆)·명주 (名酒)·화훼(花卉)·추천 등의 순으로 노래했다. 각기 명문(名文)·명집(名集)·명필·명주·명화(名花)·명악 (名樂) 등 당대의 명류(名流)를 늘어놓아 노래함으로써 귀족들의 향락적이고 퇴폐적인 생활감정과 풍류생활을 그대로 반영하고 있으며, 끝연에 이르러 치정(痴情)의 절정으로 대단원을 맺는다.
가사의 형식은 구투(舊套)를 벗어나 종래의 악부(樂府)나 사곡(詞曲) 등 중국 시가의 형식인 별곡체의 독특한 운율과 구법(句法)을 사용했다. 곧 전편 8연의 각 연은 '엽(葉)'을 경계로 전후 2강(腔)으로 나뉘며, 4구 후강 2구, 모두 6구체로 되어 있다.
<한림별곡>은 1연이 '334·334·444·334·4444·334'로 그 기본형을 이루고 있다. <한림별곡>이 귀족의 신체가요(新體歌謠)로, 공사(公私)의 연석이 성행함에 따라 이 별곡체는 고려·조선을 통해 많은 모방을 보게 되었다. 즉 고려 충숙왕대 안축이 지은 <관동별곡>과 <죽계별곡>은 <한림별곡>의 형식을 그대로 답습한 것이며, 조선에 들어와서는 <한림별곡>의 형식을 그대로 모방하거나 새로운 가사 형식을 취하여 이를 계승·모방했다.
<한림별곡>의 가사는 고려사 악지와 <악학궤범> <악장가사>에 전하는데, <고려사>에 수록된 가사는 한문과 이두로 되어 있다.